# تشارلز أدير
تشارلز أدير (بالإنجليزية: Charles Adair)‏ (11 أغسطس 1971 في الولايات المتحدة - ) هو مدرب كرة قدم ولاعب كرة قدم أمريكي في مركز الهجوم. لعب مع Minnesota Thunder ‏ وPortland Timbers (2001–2010) ‏ ونادي غوادالاخارا (نادي كرة قدم) وSeattle Sounders (1994–2008) ‏ وSalem City FC ‏ وميلواكي وايف وSan Diego Flash ‏ وويتشاتا وينغز ‏.

## وصلات خارجية
- تشارلز أدير على موقع قاعدة بيانات كرة القدم.إي يو (الإنجليزية)